# Oleosoma
Molte piante sintetizzano grandi quantità di trigliceridi in forma oleosa, che vengono immagazzinate in organuli detti oleosomi.

## Descrizione
Gli oleosomi sono delimitati da una semplice membrana grassa, formata da un unico strato con il lato idrofilo rivolto verso l'esterno. Queste strutture si stabilizzano grazie alla presenza di olesine, molecole proteiche specifiche, le quali impediscono ai corpi lipidici adiacenti di entrare in contatto con la struttura oleosoma e quindi fondersi.

## Ubicazione
Gli oleosomi si trovano soprattutto nei semi, come riserve di alimento, e nel pericarpo di alcuni frutti grassi, come le olive e l'avocado. Si trovano oleosomi anche nel polline.
Sono stati trovati oleosomi anche nelle alghe .

## Curiosità
La forma degli oleosomi è stata imitata artificialmente nella produzione di alcuni cosmetici .